# 創造論
創造論或称創世論、神創論，常見於古代人類記錄與「外來」智慧對話的典籍記載。創造論者普遍相信人類、生物、地球及宇宙是由超自然力量或超自然的生物創造，通常為神、上帝或造物主。最广义来说，創造論包含了一系列連續的宗教观点，因此分为许多分支，这些分支对于诸如进化这类的对自然的科学解释的接受度也各不相同。
创造论一词最常指代对特创论的信仰。特创论是指一种对某个神圣法令创造了世间万物，且该神圣法令的唯一正确的解释来源自基督教基要主义者对聖經中创世纪的创世叙事的創世神話进行直译的主张。目前，「年轻地球创造论」是创造论最常见的變体。年轻地球创造论在洪水地质学的基礎上认定，宇宙万物及其宇宙的各种生命形式是在近10000年中被特別創造出來的，并且年轻地球创造论提倡伪科学性的创造科学。而这与自18世纪以来的古老地球创造论截然不同，后者认为间隔理论或日-年理论可以解释地质年代中与《创世纪》中冲突之处，但同时也反对进化。现今的古老地球创造论者支持漸進創造論并继续反对进化论中的解释。随着创造论与科学的争议日渐增多，创世科学以智能设计和新创造论的形式再度进入大众和学术界视野。
主流新教及天主教會通过神导演化论将现代科学与他们的信仰进行调和，神导演化论认为神通过自然定律创造了世间万物，天主教会和主流新教都接受进化这一科学概念。一些团体把神导演化论称为进化创造论主义。在伊斯兰教和印度教信仰中亦有人是创造论者。“创造论者”一词在进化论与创造论的争论中常追溯至查尔斯·达尔文在《物种起源》一书未发表的草稿，达尔文在之后与同事的书信中也用到过这个词。亞薩·格雷在1873年发表于《国家》的一篇文章中称有一些“特殊创造论者”持有“物种本身起源于超自然，上帝的力量让物种的起源不能被科学解释”的观点。

## 圣经中的基础
许多创造论者的信仰基础部分或全部来源自旧约圣经，尤其是創世記部分：
- 创世纪的创世叙事（英语：Genesis creation narrative）（创世纪 1–2）描述了上帝如何创造宇宙，并在六天之内创造世间万物以及将第一个男人和第一个女人（亞當與夏娃）安置于伊甸園中。这些故事是创造论宇宙学和生物学的基础。
- 创世纪的洪水叙事（英语：Genesis creation narrative）（创世纪 6–9）描述了上帝如何使用大洪水摧毁整个世界，但让诺亚建造挪亚方舟携带每种物种的雌性和雄性各一以延续地球上的生命。这些故事是创造论地质学基础，也常被称作洪水地质学（英语：Flood geology）。

圣经年表是创造论解释中的重要一环，生命周期、“世纪”以及其他圣经中对时间描述的复杂系统的解释大都出自圣经年表。近几十年来，很多人试图将神创论与圣经脱钩，并将其重铸为科学，这些尝试主要包括创造科学及智能设计论。

## 分类
在人们探讨创造进化争议时，常常会用过于简单的二分法进行分类，为了消除这一误解，1999年，国家科学教育中心的尤金妮亚· 斯科特使用一张图表描述了一系列連續的、在大众中有关创造论的宗教观点——从最极端的圣经直译创造论到另一侧最极端的唯物主义进化论，她的频谱和研究成果随后在大众的讨论中被广泛使用，后又发表在了该年的《国家科学教育中心报告》中。随后又有其他学者提出了其他的分类和比较方式。2009年，斯科特检视并修正了她的研究成果，并认为智能设计论与其他几种创造论有重叠，并认为每一种创造论都是代表着一种信仰和立场。修改后的图表额外增加了各派对地球的年齡的观点，并细化了各派对进化的看法。修改后的图表被最先发表于《进化对创造论：一份导论》，之后国家科学教育中心基于书中修改后的图表重写了官方网站中的内容。
修改后的图表认为，创造论主要分以下几种：
|                         | 人類                                                    | 生物物種                                                                           | 地球                               | 宇宙                 |
| ----------------------- | ------------------------------------------------------- | ---------------------------------------------------------------------------------- | ---------------------------------- | -------------------- |
| 年轻地球创造论          | 直接由上帝創造。                                        | 直接由上帝創造。宏觀演化不发生。                                                   | 年齡少於1萬年。由大洪水重塑。      | 年齡少於1萬年。      |
| 间隔创造论              | 直接由上帝創造。                                        | 直接由上帝創造。宏觀演化不发生。                                                   | 科学研究得到的年齡。由大洪水重塑。 | 科学研究得到的年齡。 |
| 漸進創造論              | 在灵长目解剖学的基础上被上帝直接创造。                  | 由上帝直接创造后进行进化，不存在共同始祖。                                         | 科学研究得到的年齡。不存在大洪水。 | 科学研究得到的年齡。 |
| 智能设计                | 因人而異（例如，迈克尔·贝希接受人类由灵长目进化而来）。 | 神於過去某時的介入，证据为“不可化約的複雜性”。部分人接受共同起源，其他人则不接受。 | 部分人认为地球是神介入的产物。     | 科学研究得到的年齡。 |
| 神导演化论 (进化创造论) | 由灵长目进化而来。                                      | 自同一共同始祖进化而来。                                                           | 科学研究得到的年齡。不存在大洪水。 | 科学研究得到的年齡。 |

### 年轻地球创造论

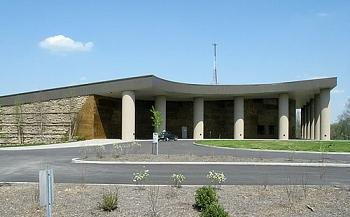
肯塔基彼得堡的创造博物馆由答案在创世纪组织所运营。

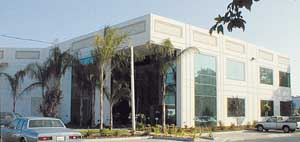
神創論研究所是一個年輕地球創造論組織。

許多年輕地球創造論者，如肯·哈姆和道格·菲利普斯，相信上帝在過去一萬年內創造了地球，對《創世紀》創造敘事予以字面理解，將其置於據聖經世系近似的時間框架中。大多数年轻地球创造论者认为宇宙和地球的年龄大致相同，少数则认为宇宙比地球的年龄稍大一些。年輕地球創造論者為宇宙給出的年齡與乌歇年代表及其他年輕地球時間框架一致。另一些年輕地球創造論者則相信，地球及宇宙被造出了有年齡的外表，所以世界看起來比它實際上老得多，也正是這種表象讓地質學發現及其他測定地球及宇宙年代的方法得到了更長的時間線。

### 古老地球创造论
古老地球創造論認爲物理宇宙是上帝創造的，但《創世紀》中描述的創造事件應當作比喻。秉持该论者相信天文学家和地质学家所描述的宇宙的年龄及地球的年龄，唯对现代进化论的細節容許置疑。
老地球創造論本身至少有三類：

#### 間隔創造論
間隔創造論（亦稱毀滅-恢復創造論，恢復創造論，或間隔理論）是老地球創造論的一種形式，它斷定如《創世紀》所述的六日創造期包含六個字面上的24小時的一天，但在《創世紀》第一與第二節中兩個不同的創造之間有一個時間間隔。該理論宣稱其解釋了許多科學觀察，包括地球的年齡。因此，六日的創造(第三節以後)開始於地球“空虛混沌”之後的某個時候。於是一個不確定的時間間隔可以插入到宇宙初造之後，至《創世紀》創造敘事之前，即現在的生物物種及人類被造之前。因此，間隔理論家能夠同意有關地球及宇宙年齡的科學共識，並保有對聖經文本的字面解讀。
某些間隔創造論者擴展了創造論的基礎版本，提出在時間的“間隙”內生物生命的“原始創造”。這被認為是《彼得後書》3:3-6中提到的“當時的世界”。超過10000年的化石及考古遺址的發現一般被歸因於這個“當時的世界”，也可能聯繫到路西法的叛亂。

#### 日-紀創造論
日-紀創造論對《創世紀》記載的創造做隱喻性解讀，認爲《創世紀》的六日創造并非通常的24小時一天，而是長得多的時期（從數千至數十億年）。《創世紀》記載從而可與地球的年齡協調一致。該理論倡導者既見於神意進化論者，亦見於漸進創造論者，前者接受關於進化論的科學共識而後者拒斥之。據説該理論基於希伯來語詞“日”（yom）亦可指有始有終的一段時期，不必是24小時一天。
日-紀創造論試圖調和《創世紀》敘事與現代科學，主張創造之“日”其實持續了更長時間，并非通常的24小時一天（如名所示，每一“日”持續了一紀）。據此看法，創造之“日”的順序與持續時間或可平行於科學共識的地球及宇宙年齡。

#### 漸進創造論
漸進創造論相信上帝在幾億年間逐漸創造出新的生命形式。作爲老地球創造論的一類，該理論接受主流地質學、宇宙學對於地球年齡的估計，考古學，以及微觀進化等某些生物學教義，以自圓其說。據此觀點，創造發生於物種的急劇爆發期，所有“種類”的動植物在數百萬年間分階段出現。爆發之後是停頓或均衡期，以適應新來的物種。這些爆發代表著上帝通過神聖干預創造有機體的新類型。由考古記錄觀之，漸進創造論認爲物種不是由祖先穩定轉變而逐漸出現，而是一同出現并且完全成形。
這種觀點拒斥宏觀進化，稱其在生物学上站不住脚，也没有化石记录支持。其亦拒絕接受生命的共同血緣來源于最近的普遍共同祖先。因此它否認宏觀進化的證據，而接受微觀進化為造物主設計到遺傳結構中的遺傳參數，以兼容（生物）適應環境及生存的原理。一般而言，該理論擁護者視其爲字面創造論與進化論之間的折衷立場。
漸進創造論可以同對《創世紀》敘事的釋經學方法結合起來，例如日-紀創造論，或對《創世紀》的框架、隐喻性、诗性观点。

### 哲学与科学上的创造论

#### 创造科学
创造科学，或称科学创造论，出现于上世纪60年代。其支持者意圖在學校科學課中教授年輕地球創造論，以抗衡學校對進化論的講授。創造科學的通常論點包括：持創造論宇宙學，認為宇宙只有幾千歲；因放射性暈的技術爭端質疑放射性定年法；將化石記錄（見洪水地质学）解釋為創世紀大洪水的記錄；將現今的生物多樣性解釋為預先設計的遗传变异性所致，並部分解釋為突变導致上帝置於“被造物種”中的完美基因组發生急速退化，等等。

#### 新创造论
新創造論是一場偽科學運動，旨在重述創造論，使其更易為公眾、政策制定者、教育者及科學共同體所接受。其意圖用非宗教用語並不訴諸經文來重塑關於生命起源的爭論。該運動是對1987年美國最高法院就愛德華兹訴阿奎拉德案裁決的回應，該裁決認為創造論是一個固有的宗教概念，在公立學校的課程中宣揚創造論之正確或準確，違反了第一修正案中的政教分離條款。
新創造論的一條主要主張聲稱，以自然主義為基礎的、表面上客觀的正統科學，實際上是一種教條式的無神論宗教。其支持者認為，科學方法排除了某些對現象的解釋，特別是那些指向超自然因素的解釋，從而有效地排除了宗教見解對理解宇宙的貢獻。這條主張導致新創造論者公開且常常有敵意地反對其專稱的“達爾文主義”——他們一般指的是進化，但他們可能會將其擴展到包括自然發生說、恒星演化、大爆炸理論等概念。
與他們的哲學前輩不同，新創造論者很大程度上不相信創造論的許多傳統基石，比如年輕地球論，或教條式字面解釋聖經。

#### 智能设计
智能设计是一種僞科學觀點，認爲智能原因，而非自然選擇之類的無引導過程，能極好地解釋宇宙及生物的一定特徵。該觀點的主導倡議者全都跟探索研究所（Discovery Institute）有聯繫。探索研究所是一家智庫，運用楔子戰略，試圖替換科學方法，代之以接受超自然解釋的，“同基督教及有神論確信相協調的科學”。科學與學術共同體廣汎同意智能設計是創造論的一種形式，有時也稱之爲“智能設計創造論”。
智能設計起源于創造科學的重命名，試圖避免一系列排除美國公立學校創造論教學的法院判決。探索研究所已經開展了一系列改變學校課表的運動。在澳大利亞，課表由州政府而非當地的學校董事會控制，聯邦教育部長布倫丹·納爾遜提出在科學課上教授智能設計的想法，引來公眾一片譁然；部長很快承認，如果要教授智能設計的話，正確的場合是宗教或哲學課上。
在美國，公立學校的智能設計教學被聯邦地區法院裁定為違反了美國憲法第一修正案的政教分離條款。在基特茲米爾訴多佛案中，法院發現智能設計不是科學，且“無法將其與創造論者脫鈎，故而是宗教的前身”，因此不能在該法院轄區下的公立學校科學課堂作為進化論的備選來教授。由此，這份裁定，基於之前美國最高法院在愛德華茲訴阿奎拉德(1987)和埃潑森訴阿肯色州(1968)中的判決，並應用萊蒙測試，建立了一個有說服力的先例，為其他聯邦法院轄區下公立學區的智能設計教學創造了法律障礙。

## 觀點

### 神創論觀
「神創論」是創造論的一種，「創造論」也可以指創世神話。

#### 物理觀
廣義來説，它涵蓋了所有被理解為有超自然力量干預自然世界的信仰，與「神學」相對應的被視為「蒙學」（人類自為的啟蒙學）原本稱為占星、煉金（例如：牛頓）、巫術、藥毒等其它學術，人類生活從山野進入城市化後，感（知）性下降理（解）性抬頭，這些蒙學（或稱為哲學）派生出諸如天文學、物理學、精神科學（心理學、腦神經學）、生物學等強調驗證的科學，當提到創造論與進化論的爭議的時候，「創造論」一詞就概括地指反對自然生物過程（特別是演化論）作為地球上生物的歷史、多樣性和複雜性的解釋，並以古代典籍（古代科學）或是宗教化思想為根本的理論。在西方世界，這種創造論通常是建基於聖經《創世紀》第一及第二章，然而其他宗教也有各自的創世「神話」，並且與之可能頗有差距。

## 歷史
雖然「創造論」這一名詞在近代才發明，其歷史卻為悠久的宗教史的一部分。
「創造論」一詞在1920年代被專指基督教基要主義者基於對直譯聖經中《創世紀》的理解，並反對人類進化理論的行動。這些組織曾經成功地使美國公立學校停止教授進化論思想。而年輕地球創造論者從1960年代中開始推廣在公立學校科學課上使用「洪水地質學」教授「科學創造論」，以支持《創世紀》。在Daniel v. Waters一案（1975年）中，判決為在公立學校中教授創造論違反了政教分離，而其內容中所有引自聖經的文字均被除去，並重命名為創造論科學。在Edwards v. Aguillard一案（1987年）中，判決為創造論科學有違憲法，教科書中任何提及「創造論」的字眼均換為被認為是一新科學理論的「智能設計論」。在Kitzmiller v. Dover一案（2005年）中，判決為智能設計論非科學，並有違憲法中對在科學課上教授宗教的限制。

### 早期及中世紀基督教裡的創造論
在某種程度上，早期基督教教會父老將《創世紀》視為寓言故事，認為其精神上的意思比文字上的意思更為重要，但同時並不否認對文字的解釋。1世紀時使徒保羅描述《創世紀》第二章第24節為基督和教會的意思，而斐洛則描述世界萬物皆同時被創造，創世所需六天表示人們需要秩序，數字6也是一個完全數。猶太作家如亞伯拉罕·以斯拉可被視為創造論者，但也不贊成過於執著《創世紀》的文字意思。邁蒙尼德指出，《創世紀》第一至三章不能以字面意思理解。
為回應2世紀諾斯底主義主張《創世紀》純為寓言的觀點，「正統基督徒」並不接受這種看法，然而他們也沒有單純地理解這段文字的字面意思。因此俄利根相信世界是天主所造，但並不如字面理解的一樣分多天完成。同樣，4世紀時的聖巴西流雖某程度上理解字面意思，但認為創世是在瞬間完成、不需時間的，是一個整體，不可分也不可量度。
聖奧古斯丁在《論創世紀的字面意義》中堅持，《創世紀》描述了天主創造萬物，但也同時顯示出萬物是同時被創造出來的，創世的天數只是為了包含教誨而作的分類，是一個邏輯上的思想，與時間毫無聯係。他認為，光乃天使的照耀，而非實質看得見的光。他也強調，這段經文很難明白，隨著新知識的出現，它也得被重新理解。特別是基督徒不應為了教義而對經文作出自以為是、荒謬及有違實質觀察證據的理解。
和聖奧古斯丁一樣，13世紀的托馬斯·阿奎那認為人們應毫不動搖地相信經文的內容，同時也要注意「聖經可以多方面解釋，人們不應執著於單一種解釋，並要準備當這種解釋被證明為誤時捨棄之，以免聖經被非信徒譏諷，信徒的信心被削弱。」

### 自然神學
自從1517年，宗教改革使人們更強調非神職人員對聖經的理解。馬丁·路德提倡萬物於約6000年前在6天內創造，並聲稱「摩西寫道，未受過教育的人也可以對創世有清楚的理解」；但一位德國農民對一段翻譯的理解會和另一位熟悉早期猶太語言及文化的猶太人不同，而路德還需要提及其有寓言價值的意義，如何謂「蛇」（誘人犯錯的狡猾之徒）。約翰·加爾文也不同意瞬間創世之說，並批評這些堅持存在「穹蒼以上的水」並有違當代對自然界理解的人。
新陸地的發現使人們瞭解到生物的多樣性，並發展出一套理論，説明這些物種皆個別由上帝創造。1605年，弗蘭西斯·培根強調，我們在自然界中所看到的神造的萬物教導我們如何理解聖經。而他的培根法所提倡的以實驗及觀測支持科學理論成為了現代科學的核心。自然神學發展出的對自然的研究最終期望目標為找出證據支持基督教，其中許多人嘗試改進大洪水理論。
1650年，阿馬總主教詹姆斯‧烏舍爾發表了根據聖經所寫歷史的烏舍爾年代表，並算出創世年份為公元前4004年。這個理論被廣泛接受，但在18世紀至19世紀發展的現代地質學發現的地層和化石則證明了地球的年齡更老。支持聖經大洪水的災變論在英格蘭十分流行，但似乎仍不堪一擊；而到了1850年時所有地質學家和大部分的福音派基督徒已採納了不同版本的年老地球創造論，但他們仍繼續反對進化論。

### 自然解釋
約19世紀起，拉馬克的物種變遷論開始在巴黎和愛丁堡得到小數目的支持者，主要為解剖學家。英國當時困於拿破崙戰爭中，並恐怕如美國革命及法國革命等的共和革命會威脅君主制。達爾文逐漸發展的物競天擇理論當時還是個秘密。英國面臨的威脅溫和了下來，無名氏於1844年發佈的《創造的自然歷史痕跡》引起了公眾的興趣，並得到了貴格會和一神論派等宗教團體的支持，卻被科學界所抨擊，原因為其缺乏實在、強硬的科學證據支持。
1859年，達爾文以《物種起源論》為研究目標時，提供了所發現的演化現象，成為來自權威資料的證據，科學家們也開始較激進的相信進化論的存在，以突破當時宗教社會的保守壓抑。這一點被英國國教會的保守派信徒所抗拒，但他們的注意力很快便轉移到了造成更大迴響的自由主義神學的《論文與評論》，因為它介入了幾百年前由伊拉斯謨開始的「高等批判」爭議。此書重新檢閲了聖經，並質疑了對聖經字面意思的理解。1875年，大多數美國博物學家支持神導進化論，當中很多是都會包含人類的特殊創造論。

## 不同民族的創造論

### 中國古籍裡的創造論

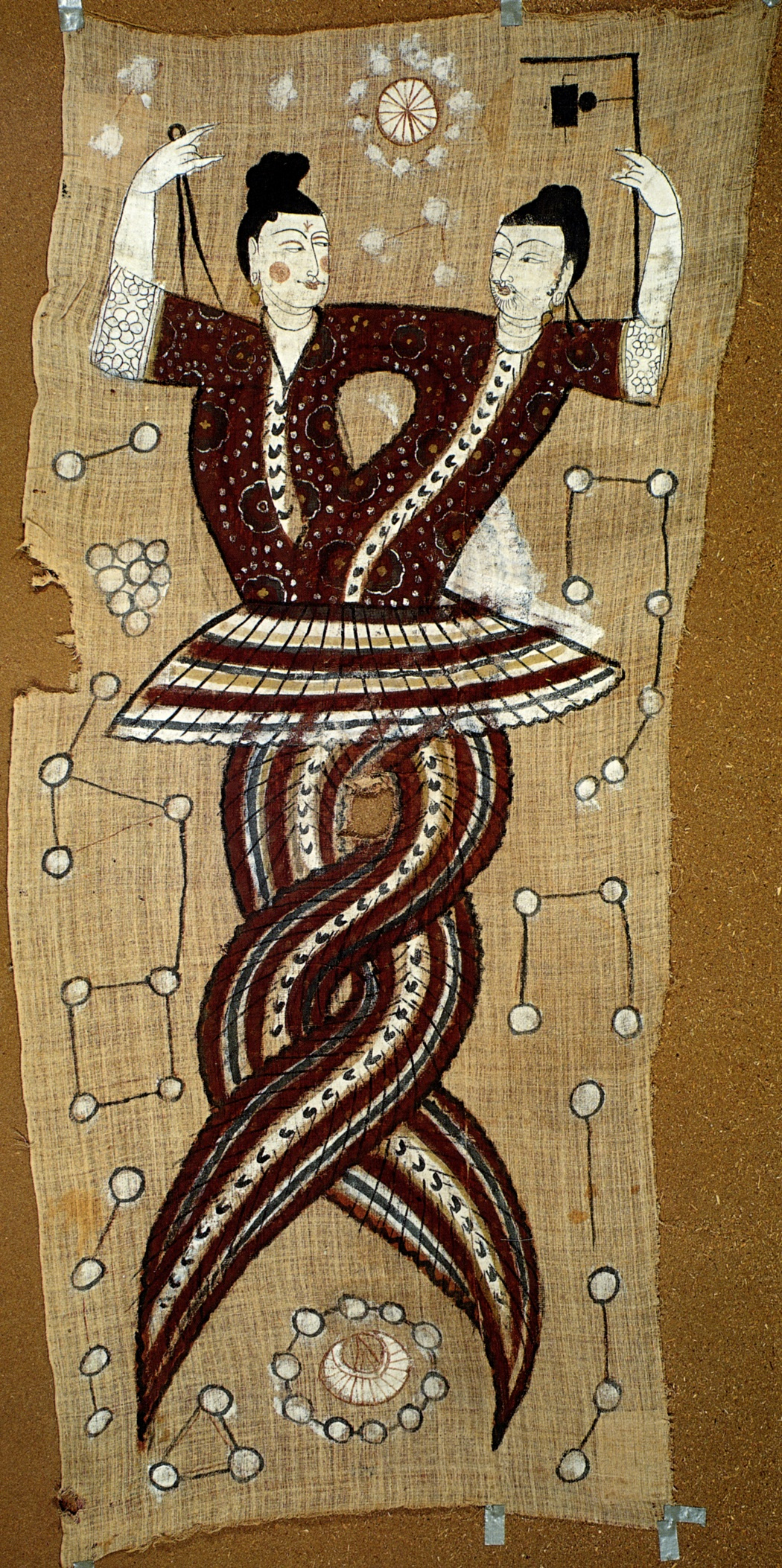
女媧與伏羲

中國古代最著名的創世神話是盤古開天地和女媧摶土造人：盤古開天闢地，人首蛇身的女媧用泥土造人，開始時是用泥照著自己的影子捏成人形放在地上便變成了人；後來拆下一根樹籐沾上泥漿揮灑，滴下的泥點也變成了人。《定囗續集》卷二《壬癸之際胎觀》記載說：「人之初，天下通，人上通；旦上天，夕上天；天與人，旦有語，夕有語。」但要注意的是，這些故事僅僅是中國古代眾多關於宇宙起源觀點中的一種，中國歷史上還存在許多其他的世界起源觀點，這與神創論在歐洲基督教歷史上居於唯一地位是不同的，例如《老子》中認為“道生一，一生二，二生三，三生萬物。”，《淮南子》中的一篇《天文訓》認為“道始于虛霩，虛霩生宇宙，宇宙生氣。”，而《淮南子》的另一篇《精神訓》則認為“有二神混生......於是乃別為陰陽，離為八極，剛柔相成，萬物乃形，煩氣為蟲，精氣為人。”，此外還有《太一生水》、《三天内解经》、《太上老君開天經》等不同的宇宙起源故事。
中國雖然有民間多神及自然崇拜，但是皇室中獨特的「天子祭天」，仍在許多朝代以非偶（圖）像崇拜的祭天儀式綿延流傳。
中国汉朝的思想家董仲舒提出的一套神学理论，成为当时君主获得统治合法性的一个依据，同时也是儒生集团制衡君主的一个思想工具。天人感应之說，起源自《洪範》：「肅，時寒若」，「乂，時暘若」，意思是說君主施政態度能影響天氣的變化。董仲舒在這個理論基礎提出「天人感應」之說。董仲舒把“天”人格化，认为天是有意志的，能够支配一切的最高主宰，为“百神之大君”。自然界的一切规律，以及人类的人事变化都是“天”所决定的。蕭瀚根據《二十五史》進行的統計顯示，共有79位皇帝下過罪己詔。胡適認為天人感應此套理論是源自墨家中的天志論。
中国传统文化中的“天”有双重含义：一种含义是有意志的、人格化的。另一种含义是无意志的、非人格化的，事实上是指大自然。在“天人相应”的观念中，“天”的含义主要是用后一种。而天的概念的發展，則呈現出逐漸褪去人格化宗教外衣的過程，此外，與基督教等西方宗教中人不可勝神截然不同，中國古代存在“人定勝天”、“天人交相勝”等思想，《尚書》則有“天視自我民視，天聽自我民聽。”的觀點，體現出了樸素的民本主義思想。
實際上，中國人傳統上認為天人合一，包括人在內的萬物都是從原始狀態逐步發展來的，具有一定程度樸素的生物轉化、變化、進化思想（與現代進化論有區別，但在那個時代仍不失為一種創見），如《莊子》中《寓言》和《至樂》篇章中談到不同生物的轉化，而且，中國傳統故事中有不少動物通過修煉變成人的故事。因此，中國人比西方人更容易接受進化論，且許多人認為進化論與中國傳統並無衝突。

### 聖經裡的創造論

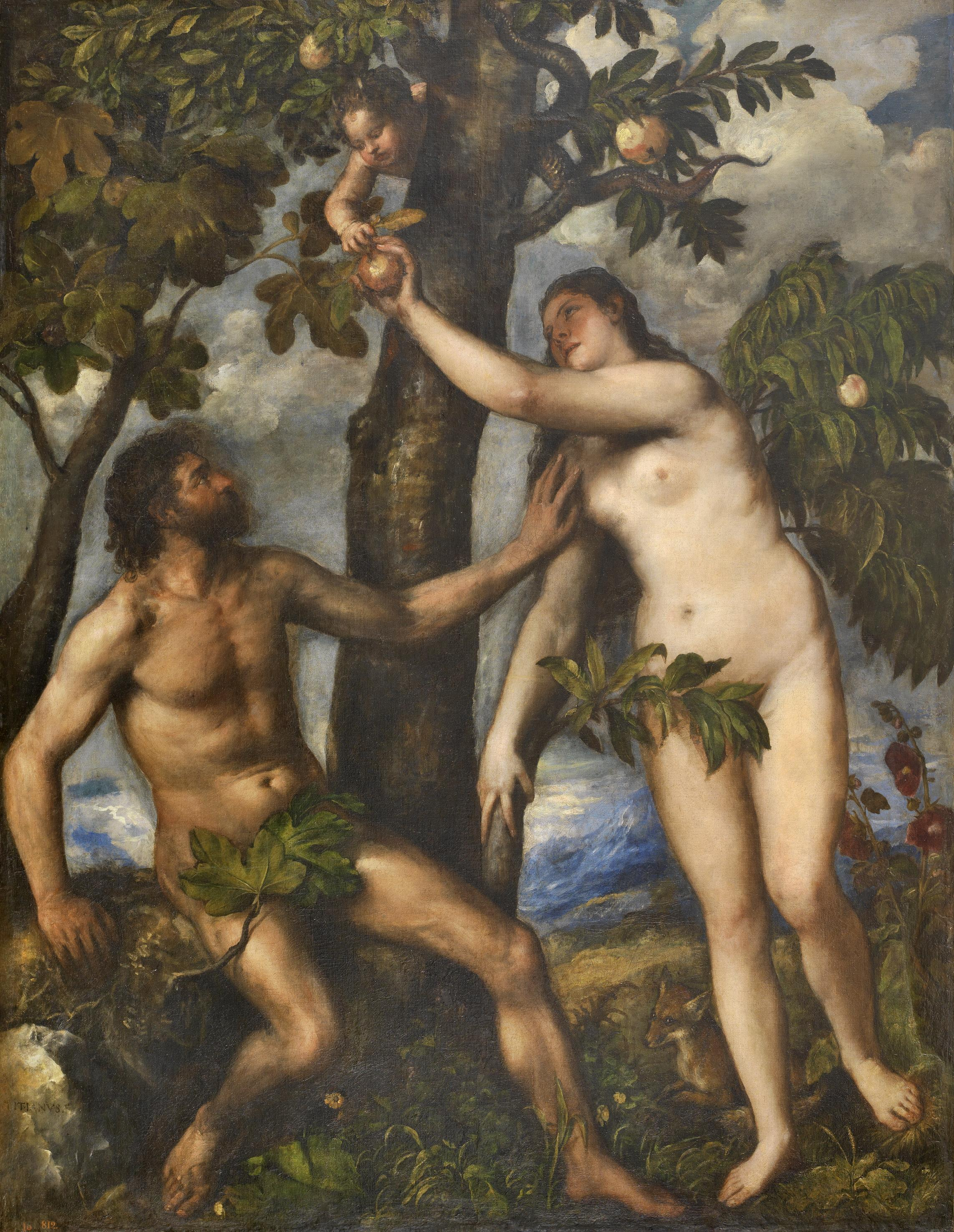
亞當和夏娃

根據猶太教、基督信仰的《創世紀》的說法，天主（神）在六天之內創造世上所有生物，人是於世界第六日被神所造。聖經上創世記第一章26節說：「神說：我們要照著我們的形像、按著我們的樣式造人，使他們管理海裡的魚、空中的鳥、地上的牲畜、和全地、並地上所爬的一切昆蟲。」並且用泥土造了男人亞當，再用亞當的一根肋骨造了他的妻子夏娃。

### 印度的創造論
根據印度種姓制度的神話創造論，人是由梵天創造，梵天用頭造出了婆羅門，用胳膊造出了剎帝利，用腿造出了吠舍，用腳造出了首陀羅。

#### 婆羅門教創造論
三大主神的第一神：「梵天」又名「婆羅門」，創造宇宙萬有者。與猶太教相同印度境內只有一座供俸梵天的聖殿。

#### 佛教創造論
佛教視宇宙為在「成、住、壞、空」當中不停循環，無有終始的反覆過程。
世間將壞滅時，會起火災，水災，風災，此三大災由業力故，毀壞世間為空無。壞經久時，於空中再形成世界，並由先前於光音天命終的眾生，投生於空梵處。最先轉生的梵天，認為自己是梵王、大梵天王，認為自己是自然有，沒人造他，他能造萬物，是眾生父母，並有眾多眾生接著投生於光音天中。
光音天人，福盡、行盡、命盡後，化生於人世間，歡喜為食，身光自照，神足飛空，安樂無礙，當時世界並無日月星辰，無時間，亦沒有男女、尊卑、上下之別。後來，這些眾生，有人以手沾「地味」（梵語：pṛthivīrasa；巴利語：rasapathavī），遂生味著，嘗之不已，遂生貪著。他人看到跟著效法，結果他們的身體變得麤澀，喪失神足通，不能飛行，身上的光明也黯淡下去。就這樣，世間開始有了日月星辰在運轉。
貪著較少的人，仍保有些許光明，貪著較多的人，光明便消失殆盡，而起憍慢不善的根，緣不善故地味遂漸消失。但由於尚有福業，大地出現「地餅」（梵語：pṛthivīr-parpaṭaka；巴利語：bhūmi-pappaṭaka），色香美味具足，如金色花（karṇikārapuṣpa）、如新熟蜜，食此地餅長壽而住。但又由於貪著、憍慢之故，又再消失，而出現「林虅」（梵語：vanalatā；巴利語：padālatā、badālatā），色香味具，如雍菜花、如新熟蜜。但又由於貪著、憍慢之故，又再消失，而出現「妙香稻」（梵語：sāyaṃprātika-śāli；巴利語：akaṭṭhapāka-sāli），不種自生、無糠穢，旦暮收刈苗即隨生，至暮旦時米便成熟。
這些人因為吃了稻子，以致有殘滓穢存留在身，身體欲將滓穢排除，便生出兩種器官，於是，人類至此便產生男女的性特徵，而生情慾染著。這些被情慾染著的人，被其他同伴趕走，不共同居，擯於眾外。造立房舍，覆蔽其身，而作非法，此為最初營立家宅，便有家室。以貪心積聚的緣故，妙香稻糠穢轉盛，其稻無力採收不生。於是開始劃分地界，各各分之：此是汝地，此是我地，世間田地始為耕種，遂立疆畔。
眾人又因為有人私盜他穀，而爭吵不休。於是找具足德人，立為地主。地主見彼諸人，若有過者如法治罰，若無犯者如法養育。因為他能擁護劣弱，故得剎帝利名，成為了最初的國王。那時有人厭居家，樂在空閑，精修戒行，則得婆羅門之名。

### 希臘神話的創造論
神從地球內部取出土與火，創造人類，並賦予人類種種個性和智慧。

### 美拉尼西亞傳說
人是由天神用紅土和自己的血製成的。

### 澳大利亞傳說的創造論
創世者在樹皮上面放了些泥土、調好、造成一個人形，然後，使勁往他們的嘴裡、鼻孔裡和肚臍裡吹氣，這些小人立刻動了起來。

### 印第安人傳說的創造論
「大地開創者」創造樹木鳥獸之後，說：「我要造人了」，便取些暗紅色泥土攙水，做成人類。

### 皮馬人傳說的創造論
大地之主創造了世界上的一切，他又造了一個漂亮的泥像，並稱這個泥像為人。

### 瑪雅傳說的創造論
瑪雅人的聖書《波波爾·烏》寫道：最初的世界什麼都沒有，只有造物主特拍和古庫馬茨，他們泥土造了一個人，但這個人很不美，雖然會說話，但卻沒有思想。造物主沒有辦法，只好打碎重新來做。他們又用黃谷和白谷磨碎和成面因造了一個人，但這些人沒有靈魂也沒有思想，於是，神又找到了可以進入人肉體的東西，人就開始在地球上繁殖。

### 達雅克人傳說的創造論
天神命令薩拉潘代到地球上造人，他先造石頭人、鐵人，都廢棄了。第三次造了個泥人，泥人極有靈性，一造好就開口說話，天神十分高興。

### 希盧克人傳說的創造論
創世者喬奧克以泥土創造人類。

### 阿拉伯創世神話的創造論
真主派阿茲列來創造人，他取了一些泥土來到阿拉比亞，然後造成了一個人形，並把這個泥人放到一個地方，使它慢慢變干。過了40天，當泥人變干以後，真主給了他們生命，並賦予他們理性的靈魂。

## 創造論與科學
目前對生物與人類起源的問題，存在有強烈的科學共識支持演化論。絕大多數的科學社群和學術團體，都認為演化論是唯一能完全滿足在生物學、古生物學、分子生物學、遺傳學、人類學及其他各領域中所觀察到的現象的理論。一項在1991年所作的蓋洛普民調顯示，只有5%的科學家（包括生物學領域以外的其他科學家）認為自己是創造論者。截至目前為止，沒有任何反對演化論且經過科學方面同行審查的論文，名列科學與醫學期刊搜尋引擎PubMed當中；但在學術界以外的地方，依舊有許多人相信演化論以外的其他解釋。一項2009年由皮尤研究中心做的調查顯示，「幾乎所有的科學家（97%）都認為，人類和其他的動物是透過演化而變成現在的樣子的，87%的科學家認為，這過程是自然發生的，包含了諸如天擇等的過程；然而科學界的主流觀點，也就是生物是透過天擇等過程演化來的這點，並非一般大眾普遍的看法，只有三分之一（32%）的（美國）民眾相信演化論。」

### 雷爾運動
雷爾運動認為造物主其實是另一個星球的科學家，利用基因工程創造人類，而造物主的造物主也是用此種方法造物，並且認為若能解決目前的人類問題，將來也能利用科技創造生命，成為下一個有智慧生命的造物主。

### 神導演化論
神導演化論以宗教觀點解讀演化論學說，認為演化論只是闡明了神是如何創造生物的，並非否定創造論，生命起源中有神的干預，或物種的形態為神的律法所管轄。

### 創造論所引起的爭論
在2005年，在美國堪薩斯州，政府曾要求課本必須教授「智慧設計」論等演化論以外的其他理論，而科學的定義也被修改，作為回應，屬於諷刺性質的飛天麵神因運而生；在2007年，這項修改被否決。

## 創造論與學術界

### 研究創造論的院校
美國自由大學設有創造論研究中心(Creation Studies) ，由生物學教授領導，以學術角度研究創造論，並設有創造論展覽中心。此外，在自由大學，學生可以選擇副修創造論。

### 有關創造論的學術文獻
在Academia.edu學術期刊中，可以找到不少有關創造論的學術文獻。

### 引用
1. ↑  Evolution Vs. Creationism, Eugenie Scott, Niles Eldredge, p. 114
2. ↑  Gunn, Angus M. . Jefferson, NC: McFarland & Company. 2004. ISBN 978-0-7864-2002-5. LCCN 2004018788. OCLC 56319812. p. 9, "《牛津件简明词典》认为创造论是一种“对某个神圣法令创造了宇宙和万物的信仰”（"The Concise Oxford Dictionary says that creationism is 'the belief that the universe and living organisms originated from specific acts of divine creation.'）"
3. ↑  Brosseau, Olivier; Silberstein, Marc. . Heams, Thomas; Huneman, Philippe; Lecointre, Guillaume; Silberstein., Marc  (编). . Dordrecht: Springer. 2015: 881–96  [2020-11-08]. ISBN 9789401790147. （原始内容存档于2020-12-14）.
4. ↑  Brosseau, Olivier; Silberstein, Marc. . Heams, Thomas; Huneman, Philippe; Lecointre, Guillaume; Silberstein., Marc  (编). . Dordrecht: Springer. 2015: 881, 884  [2020-11-08]. ISBN 9789401790147. （原始内容存档于2020-12-14）. 创造论并非单纯是一种旧日的教义……进化，[被认为]是神用来间接地创造这个世界的过程，如此，我们便得到了创造论的一个子类-“进化创造论”（Creationism is not a single homogenous doctrine ... Evolution, as a process, is a tool God uses to continually create the world. Here we have arrived at another sub-category of creationism called 'evolutionist creationism'）
5. ↑  Haarsma 2010, p. 168,"一些常被称为“年轻地球创造论者”的基督教信徒拒绝接受生物进化的理论，以维持对某些圣经内容的半文学的解释；另外一些常被称为“漸進創造論者”接受进化论及地球拥有很长历史的理论，但仍坚持认为神在进化中起到了某些神奇的作用；然后是活跃在北美大陆的漸進創造論者的一种特例，智能设计论者；最后是被称为“神学进化论者”或“进化创造论者”的基督徒，他们认为进化论和他们对基督教信仰均正确无误（Some Christians, often called 'Young Earth creationists,' reject evolution in order to maintain a semi-literal interpretation of certain biblical passages. Other Christians, called 'progressive creationists,' accept the scientific evidence for some evolution over a long history of the earth, but also insist that God must have performed some miracles during that history to create new life-forms. Intelligent design, as it is promoted in North America is a form of progressive creation. Still other Christians, called 'theistic evolutionists' or 'evolutionary creationists,' assert that the scientific theory of evolution and the religious beliefs of Christianity can both be true."
6. 1 2  Eugenie Scott. . NCSE. 13 February 2018  [6 May 2019]. （原始内容存档于2019-08-03）. 创造论分为许多种，并非所有的创造论者都拒绝进化论（creationism comes in many forms, and not all of them reject evolution）
7. ↑  . Oxford Dictionaries (Definition). Oxford: 牛津大學出版社.   [2014-03-05]. OCLC 656668849. （原始内容存档于2016-03-04）. The belief that the universe and living organisms originate from specific acts of divine creation, as in the biblical account, rather than by natural processes such as evolution.
8. ↑  (Scott 2009，第57, 97–98頁)："对于许多人来说，创造论一词意味着神学教条中的特创论：上帝创造了我们今日所见的宇宙，而宇宙自创世以来就未有大的变动。特创论包含了上帝直接创造万物形态的理念，特创论反映了圣经直译视角下的观点。特创论与“创世科学”的联系十分紧密，后者认为宇宙只有大概10000年的历史。但特创论中最重要的地方还是上帝直接创造万物形态这一理念。（The term creationism to many people connotes the theological doctrine of special creationism: that God created the universe essentially as we see it today, and that this universe has not changed appreciably since that creation event. Special creationism includes the idea that God created living things in their present forms, and it reflects a literalist view of the Bible. It is most closely associated with the endeavour of "creation science," which includes the view that the universe is only 10,000 years old. But the most important aspect of special creation is the idea that things are created in their present forms.）"
9. ↑  Poole, Michael.  (PDF). School Science Review. 2008, 90 (330): 123–129  [2021-02-24]. （原始内容 (PDF)存档于2022-03-18）. 一个用来形容[创造论]最常见變体的术语，“年轻地球创造论”，其代表除了相信世界由神创造外还相信世界是被祂于6000-10000年前的6天内直接创造，而不是通过创造星系、生物进化来间接创造一切（a term commonly used as shorthand for its most common variant, ‘young-Earth creationism’. As well as a belief in creation, it includes the additional belief that creation occurred by specific, non-natural divine events in six ‘days’ some 6000-10,000 years ago, rather than by God’s creative actions through the natural processes of stellar, chemical and biological evolution）
10. ↑  David de Pomerai; Mark Harris.  (PDF). Philosophy, Science, and Religion for Everyone (Routledge in Philosophy, Science and Religion for Everyone). 2017: 27–39  [2021]. （原始内容 (PDF)存档于2020-10-16）. 一开始，年轻地球创造论者和进化生物学拥护者之间的争论就围绕着科学是什么展开。双方都声称自己是科学的，年轻地球创造论方试图利用创造科学、科学创造论和洪水地质学来证明自己的科学性，争论双方都指责对方不够科学，或者说是伪科学。（At first sight, the debate between YEC and evolutionary biology tugs at the heart of what it means to ‘do science’. Both sides claim to be ‘scientific’—with ‘creation science’, ‘scientific creationism’, and ‘flood geology’ being prominent examples on the creationist side—and both sides accuse the other of being ‘un-scientific’, or in other words, of being a ‘pseudoscience’ at best.）……相较之下，年轻地球创造论方的理论很明显不是经验科学。在这一点上，年轻地球创造论者所拥护的东西甚至可能不配是伪科学。（In comparison, YEC fails dismally as an empirical science. Indeed, there’s a strong case for suggesting that YEC doesn’t even qualify as a ‘pseudo-science’ on this score.）
11. ↑  . Geological Society of London.   [2021-03-22]. （原始内容存档于2021-04-17）. The idea that the Earth was divinely created in the geologically recent past ("Young Earth Creationism"); attempts by Young Earth Creationists to gain acceptance for what they misrepresent in public as corroborative empirical evidence for this view ("Creation science");
12. ↑  . 2008-12-15  [2021-02-25]. （原始内容存档于2021-05-31）.
13. ↑  K. L. Marshall. . Religions. 2021年1月25日, 2 (12): 133  [2021]. doi:10.3390/rel12020133. （原始内容存档于2021年3月3日）. 创造科学，是一个寻找科学证据证明地球的创造与《创世纪》中描述所相容的理论流派，这一理论在年轻地球创造论者中异常流行（Creation science, a field which looks for scientific evidence that the earth was created in a manner consistent with the Genesis account, is taught almost exclusively in the vein of young-earth creationism）
14. 1 2 3  Eugenie Scott. . NCSE. 13 February 2018  [29 April 2019]. （原始内容存档于2019-08-03）.
15. ↑  . NCSE. 2008-10-17  [2019-04-23]. （原始内容存档于2019-05-14） （英语）.
16. ↑  Campbell, Duncan. . The Guardian (London: Guardian Media Group). February 20, 2006  [2010-04-07]. （原始内容存档于2020-01-27）.
17. ↑  Chang, Kenneth. . The New York Times. 2009-11-02  [2020-12-27]. （原始内容存档于2019-04-17） （英语）.
18. ↑  al-Azami, Usaama. . Huffington Post Religion Blog. 2013-02-14  [2013-02-19]. （原始内容存档于2017-09-27）.
19. ↑  . www.talkorigins.org.   [2019-04-23]. （原始内容存档于2007-03-13）.
20. ↑  Numbers 1998，第50頁 “自最晚1840年代，达尔文就开始在他未发表的写作中使用‘创造论者’一词，在当时这个概念没什么关注度”）"Since at least the early 1840s Darwin had occasionally referred to 'creationists' in his unpublished writings, but the epithet acquired little public currency."） – sketch written in 1842（达尔文1842年的草稿） （页面存档备份，存于） – “如果说这些发生在一座小岛上，那么新的物种是如何出现的？—在这里，地质学家向创造论者抛出了这个难题”（"if this had happened on an island, whence could the new forms have come,—here the geologist calls in creationists."）
21. ↑  Darwin, Charles. . Darwin Correspondence Project. Cambridge, UK: 剑桥大学图书馆. 1856-06-05  [2010-08-11]. Letter 1919. （原始内容存档于2015-09-23）.
  - Darwin, Charles. . Darwin Correspondence Project. Cambridge, UK: Cambridge University Library. 1863-05-31  [2010-08-11]. Letter 4196. （原始内容存档于2015-09-23）.
22. ↑  Numbers 1998，第50頁 “1873年亞薩·格雷称‘特殊创造论者’（他使用引号引了起来）持有物种‘本身起源自超自然’这一观点（"In 1873 Asa Gray described a 'special creationist' (a phrase he placed in quotation marks) as one who maintained that species 'were supernaturally originated just as they are',"） – . J.H. Richards. 1873-10-16: 260.
23. ↑  Richard F. Carlson, Tremper Longman III, Science, Creation and the Bible: Reconciling Rival Theories of Origins, p.25
24. ↑  Scott, Eugenie C. . Reports of the National Center for Science Education, July–August 1999. 7 December 2000, 19 (4): 16–17, 23–25. ISSN 2158-818X. （原始内容存档于2008-05-09）. (original online version, with link to the Creation/Evolution Continuum graphic
25. ↑  Wise, Donald U. . Journal of Geoscience Education. 2001-01, 49 (1): 30–35  [2014-03-09]. Bibcode:2001JGeEd..49...30W. ISSN 1089-9995. doi:10.5408/1089-9995-49.1.30. （原始内容存档于2020-10-25）.
26. ↑  Ross, Marcus R.  (PDF). Journal of Geoscience Education. 2005-05, 53 (3): 319–323  [2014-03-09]. Bibcode:2005JGeEd..53..319R. ISSN 1089-9995. doi:10.5408/1089-9995-53.3.319. （原始内容 (PDF)存档于2019-01-22）.
27. ↑  Scott 2009，第63–75頁.
28. ↑  Greener, M. . EMBO Rep. 2007-12, 8 (12): 1107–9. PMC 2267227 . PMID 18059309. doi:10.1038/sj.embor.7401131.
29. ↑  NAS 1999, p. R9 （页面存档备份，存于）
30. ↑  Amicus Curiae Brief Of 72 Nobel Laureates, 17 State Academies Of Science, And 7 Other Scientific Organizations，存档于（存檔 index）, Edwards v. Aguillard
31. ↑  Sahotra Sarkar; Jessica Pfeifer. . Psychology Press. 2006: 194  [2021-01-05]. ISBN 978-0-415-93927-0. （原始内容存档于2016-12-24）.
32. ↑  . The Sydney Morning Herald. 2005-10-21  [2022-08-13]. （原始内容存档于2018-05-15） （英语）.
33. ↑  Pennsylvania, the United States District Court for the Middle District of. .  https://en.wikisource.org/wiki/Kitzmiller_v._Dover_Area_School_District.   [2022-08-13]. （原始内容存档于2022-08-13）. 缺少或|title=为空 (帮助)
34. ↑  . Creationism. 2008  [2009-06-22]. （原始内容存档于2009-08-11）.
35. ↑  Ronald L. Numbers. . Counterbalance Meta-Library.   [2009-06-22]. （原始内容存档于2020-03-20）.
36. 1 2  Creationism," （页面存档备份，存于） Contributed By: Ronald L. Numbers, William Coleman: Microsoft Encarta Online Encyclopedia 2007 http://encarta.msn.com （页面存档备份，存于） © 1997–2007 Microsoft Corporation. All Rights Reserved.
37. ↑  . TalkOrigins Archive. Houston, TX: The TalkOrigins Foundation, Inc.   [2014-03-13]. （原始内容存档于2016-05-16）.
38. ↑  Perspectives on Science and Christian Faith （页面存档备份，存于）
Early Christian Writings （页面存档备份，存于）
39. 1 2 3 4 5 6  Forster & Marston 1999
40. ↑  Davis A. Young. . Perspectives on Science and Christian Faith. 1988  [2008-08-18]. （原始内容存档于2017-07-06）.
41. ↑  Moore, James. . Speaking of Faith (Radio Program). American Public Media.   [2007-06-27]. （原始内容存档于2008-12-22）.
42. 1 2  History of the Collapse of "Flood Geology" and a Young Earth （页面存档备份，存于）, adapted from The Biblical Flood: A Case Study of the Church's Response to Extrabiblical Evidence (Eerdmans, 1995) by Davis A. Young. Retrieved 2007-06-30.
43. ↑  Desmond, Adrian; Moore, James. . London: Michael Joseph, Penguin Group. 1991. ISBN 0-7181-3430-3.
44. ↑  《風俗演義》，應劭（漢）
45. ↑  《老子·第四十二章》
46. ↑  《淮南子·卷三天文訓》：“天墬未形，馮馮翼翼，洞洞灟灟，故曰太昭。道始于虛霩，虛霩生宇宙，宇宙生氣。氣有涯垠，清陽者薄靡而為天，重濁者凝滯而為地。清妙之合專易，重濁之凝竭難，故天先成而地後定。天地之襲精為陰陽，陰陽之專精為四時，四時之散精為萬物。積陽之熱氣生火，火氣之精者為日；積陰之寒氣為水，水氣之精者為月。日月之淫為精者為星辰。天受日月星辰，地受水潦塵埃。昔者共工與顓頊爭為帝，怒而觸不周之山，天柱折，地維絕。天傾西北，故日月星辰移焉；地不滿東南，故水潦塵埃歸焉。”
47. ↑  《淮南子·卷七精神訓》：“古未有天地之時，惟像無形，窈窈冥冥，芒芠漠閔，澒濛鴻洞，莫知其門。有二神混生，經天營地，孔乎莫知其所終極，滔乎莫知其所止息，於是乃別為陰陽，離為八極，剛柔相成，萬物乃形，煩氣為蟲，精氣為人。”
48. ↑  [美]金鹏程，“中国没有创世神话”就是一种神话，复旦学报(社会科学版)，2018年第5期
49. ↑  金开诚，略论中国传统文化中的“天人相应”说，《中国典籍与文化》 1994年第2期
50. ↑  李亚奇，孔子天命观中的超越维度，商丘职业技术学院学报，2016年第1期第15卷(总第82期)
51. ↑  劉禹錫，《天論》
52. ↑  《尚書·泰誓中》
53. ↑  陈天林，严复进化论与老庄天道自然观，江西社会科学，2002年第5期
54. ↑  刘固盛，近代中国老庄学与进化论思潮，华中师范大学学报(人文社会科学版)，2012年11月第51卷第6期
55. ↑  Xiaoxing Jin. . The British Journal for the History of Science (Cambridge: Cambridge University Press on behalf of The British Society for the History of Science). March 2019, 52 (1): 117–141. PMID 30587253. doi:10.1017/S0007087418000808.
56. ↑  .   [2017-10-22]. （原始内容存档于2020-11-12）.
57. ↑  .   [2017-10-22]. （原始内容存档于2017-10-22）.
58. ↑  陳明. .   [2017-07-18]. （原始内容存档于2017-10-22）.
59. ↑  岡野潔.  (PDF).   [2018-02-14]. （原始内容存档 (PDF)于2020-12-12）.
60. ↑  Myers, PZ. . Pharyngula (scienceblogs.com). 2006-06-18  [2006-11-18]. （原始内容存档于2006-06-22）.
61. ↑  The National Science Teachers Association's position statement on the teaching of evolution.
62. ↑  IAP Statement on the Teaching of Evolution （页面存档备份，存于） Joint statement issued by the national science academies of 67 countries, including the United Kingdom's Royal Society (PDF file)
63. ↑  From the American Association for the Advancement of Science, the world's largest general scientific society: 2006 Statement on the Teaching of Evolution (PDF file), AAAS Denounces Anti-Evolution Laws
64. ↑  .   [2018-09-10]. （原始内容存档于2018-09-10）.
65. ↑  .   [2018-09-10]. （原始内容存档于2018-01-19）.
66. ↑  .   [2018-09-10]. （原始内容存档于2016-05-05）.
67. ↑  Attie AD, Sober E, Numbers RL, Amasino RM, Cox B, Berceau T,  et al. . J Clin Invest. 2006, 116 (5): 1134–8. PMC 1451210 . PMID 16670753. doi:10.1172/JCI28449.
68. ↑  Pew Research Center: "Public Praises Science; Scientists Fault Public, Media （页面存档备份，存于）" July 9, 2009.
69. ↑  Miller, J. D.; Miller et al.  (PDF). Science. 2006-08-11, 313: 765–766. doi:10.1126/science.1126746. （原始内容存档 (PDF)于2008-07-06）.
70. ↑  .   [2018-09-10]. （原始内容存档于2020-12-12）.
71. ↑  . Liberty University. （原始内容存档于2022-03-07）.
72. ↑  . Liberty University. （原始内容存档于2022-03-04）.
73. ↑  . Liberty University.   [2022-04-04]. （原始内容存档于2021-11-05）.
74. ↑  . Academia.edu. （原始内容存档于2022-02-16）.

## 延伸閱讀
- Adams Leeming, David. . OUP. 1996. ISBN 978-0195102758.
- Anderson, Bernhard W.（editor）Creation in the Old Testament（ISBN 978-0-8006-1768-4）
- Anderson, Bernhard W. Creation Versus Chaos: The Reinterpretation of Mythical Symbolism in the Bible（ISBN 978-1-59752-042-3）
- Ian Barbour When Science Meets Religion, 2000, Harper SanFrancisco
- Ian Barbour Religion and Science: Historical and Contemporary Issues, 1997, Harper SanFrancisco.
- Stephen Jay Gould Rocks of Ages: Science and Religion in the fullness of life, Ballantine Books, 1999
- Aryeh Kaplan, Immortality, Resurrection, and the Age of the Universe: A Kabbalistic View, Ktav, NJ, in association with the Association of Orthodox Jewish Scientists, NY, 1993
- Stuart Kauffman Reinventing the Sacred, 2008
- Numbers, Ronald. . Harvard University Press. November 30, 2006. ISBN 0674023390.
- Joel R. Primack and Nancy Ellen Abrams In a Beginning...: Quantum Cosmology and Kabbalah, Tikkun, Vol. 10, No. 1, pp. 66–73

## 外部連結
- The Edinburgh Creation Group （页面存档备份，存于） This site features many videos bringing a Creationist perspective.
- Creationism (Stanford Encyclopedia of Philosophy) （页面存档备份，存于） by Michael Ruse
- How creationism works （页面存档备份，存于）
- Muslim viewpoint
- Can Creation and Evolution Both Be True? | epologetics Examines whether Biblical creation and neo-darwinistic evolution can be reconciled.
- "15 Answers to Creationist Nonsense" （页面存档备份，存于） by John Rennie, editor in chief of Scientific American magazine
- Evolution, Creationism & ID Timeline Focuses on major historical and recent events in the scientific and political debate
- Evolution and CreationismPDF（204 KB）. A Guide for Museum Docents
- What is creationism? （页面存档备份，存于） from talk.origins
- The Creation/Evolution Continuum （页面存档备份，存于） by Eugenie Scott.
- Armies of the Night （页面存档备份，存于） by Isaac Asimov.
- Workers have stake in defending science （页面存档备份，存于） a materialist statement on creationism by The Militant, 2005.
- Edward J. Larson and Larry Witham Leading scientists still reject God in Nature, Vol. 394, No. 6691 (1998), p. 313. Online at Freethought-web.org
- Creationism: The Hindu View （页面存档备份，存于）
- 15 Answers to Creationist Nonsense from Scientific American （页面存档备份，存于）
- 印度佛教創世神話的源流——以漢譯佛經與西域寫本為中心 （页面存档备份，存于）
- Evolution or God's creation? （页面存档备份，存于） - Evolutionism – Microevolution and macroevolution （页面存档备份，存于）. Reflections on evolutionism and creationism.